# Ciclosfera
Ciclosfera es una revista española sobre ciclismo urbano y cultura ciclista. Nacida en 2012, ofrece una versión impresa gratuita y trimestral así como un sitio web con acceso a la versión digital y a noticias diversas.  Constituye además una comunidad de casi 400.000 seguidores en redes sociales (Facebook, Twitter e Instagram). Los responsables de Ciclosfera son también los organizadores de distintos eventos, como los paseos urbanos en las distintas ediciones de los E-Bike Days, los festivales online de ciclismo urbano Ciclosferia o los festivales online Logroño Se Mueve y Torrelodones Se Mueve. 

## Historia
Ciclosfera nació en mayo de 2012. La portada de su primer número mostró a la actriz Elena Anaya sobre su bicicleta en Madrid e incluyó una entrevista con ella, además de reportajes sobre el ciclismo urbano en Vitoria y Buenos Aires. Desde entonces, un nuevo número es publicado cada tres meses y distribuido en tiendas o locales afines al ciclismo urbano de toda España.

## Formato
Ciclosfera es una revista de 84 páginas y tamaño DIN A 5 (148x210mm), con lomo y en color. De carácter gratuito, obtiene sus ingresos a través de la publicidad y suscriptores. 

## Edición digital
Ciclosfera cuenta con una página web, actualizada varias veces al día. Además tiene una presencia muy activa en redes sociales, con más de 315.000 seguidores en Facebook, más de 22.500 en Twitter y más de 56.000 en Instagram (cifras de julio de 2021). 

## Audiencia
Aunque su sede está en Madrid y su audiencia principal es española, Ciclosfera tiene lectores de todo el mundo, con suscriptores de su versión impresa en Europa y América. Además de una gran cantidad de seguidores en países como Colombia, México, Brasil y Argentina.

## Ciclosferia: el primer festival online de ciclismo urbano del mundo
En mayo de 2020, en plena pandemia del covid-19, Ciclosfera organizó Ciclosferia, un festival online de ciclismo urbano en el que se celebraron webinars, entrevistas, debates y todo tipo de acciones digitales en torno al ciclismo urbano y la cultura ciclista. Ciclosferia ha tenido ya dos ediciones, la de 2020 y la de la de 2021, y se celebrará de forma física por primera vez el 13, 14 y 15 de mayo en Valencia, en lo que constituirá la primera feria de ciclismo urbano de España. 

## Premios
Ciclosfera recibió, en 2014, el XII Premio ConBici a la movilidad sostenible. La Coordinadora en Defensa de la Bici reconocía así “la contribución de esta revista a la normalización del uso de la bicicleta y, la divulgación de la cultura urbana de la bicicleta mediante un diseño moderno y una comunicación atractiva”. Ese mismo año, Ciclosfera recibió uno de los premios Muévete Verde del Ayuntamiento de Madrid, concedido “no solo por los beneficios ambientales de sus acciones sino también por los ejemplos que suponen para el conjunto de la sociedad”. 
Ciclosfera recibió, en 2017, el primer Premio AMBE "Subámonos a la bicicleta", con el que la Asociación de Marcas y Bicicletas de España reconoce su labor para fomentar el uso de la bicicleta.